# Province de Caracas
1527–1820
1830–1864
Entités précédentes :
- Gouvernorat de Coquibacoa
- Klein-Venedig
- Département de Venezuela (1824)

Entités suivantes :
- Province de Maracaibo (1676)
- Département de Venezuela (1820)
- Aragua (1848)
- Province de Guárico
- État de Bolivar

La province de Caracas, ou province de Venezuela, est une des provinces historiques constituées durant l'époque coloniale du Venezuela dépendant à sa création de la Nouvelle-Espagne puis de la Nouvelle-Grenade avant de former la capitainerie générale du Venezuela avec six autres provinces en 1777.

## Territoire
Au moment de sa création, la province de Venezuela s'étend du cap de la Vela à celui de Maracapana, sans spécification sur sa frontière méridionale.
Le 27 mai 1568, avec la désignation de Diego Hernández de Serpa comme premier gouverneur de la Nouvelle-Andalousie, la limite orientale de la province de Venezuela est redéfinie.
En 1577, avec la création de province de La Grita (es) (qui devient la province de Mérida et plus tard la province de Maracaibo), les limites à l'intérieur du continent commencent à être définies. En 1591 la création de la province de Guyane délimite complètement la limite sud de la province de Venezuela.
En 1810, au début du processus d'indépendance, la province de Venezuela, ou province de Caracas, fait partie de la capitainerie générale du Venezuela et comprend les actuels États de Falcón, Lara, Yaracuy, Cojedes, Portuguesa, Guárico, Carabobo, Aragua, Miranda, La Guaira et le District capitale de Caracas.
En conséquence de l'adoption de la Constitution du Venezuela de 1811 (es), la province de Venezuela ou de Caracas est composée des municipalités de Caracas, Valencia, San Sebastián, Villa de Cura, San Carlos, San Felipe, Barquisimeto, Guanare, Calabozo, Carora, Araure, Ospino, Tocuyo y Nirgua.
Au sein de la Grande Colombie après l'indépendance, le territoire est réorganisé en 1824 par la Ley de División Territorial de la República de Colombia. La province devient une des deux provinces du département de Venezuela.

## Évolution

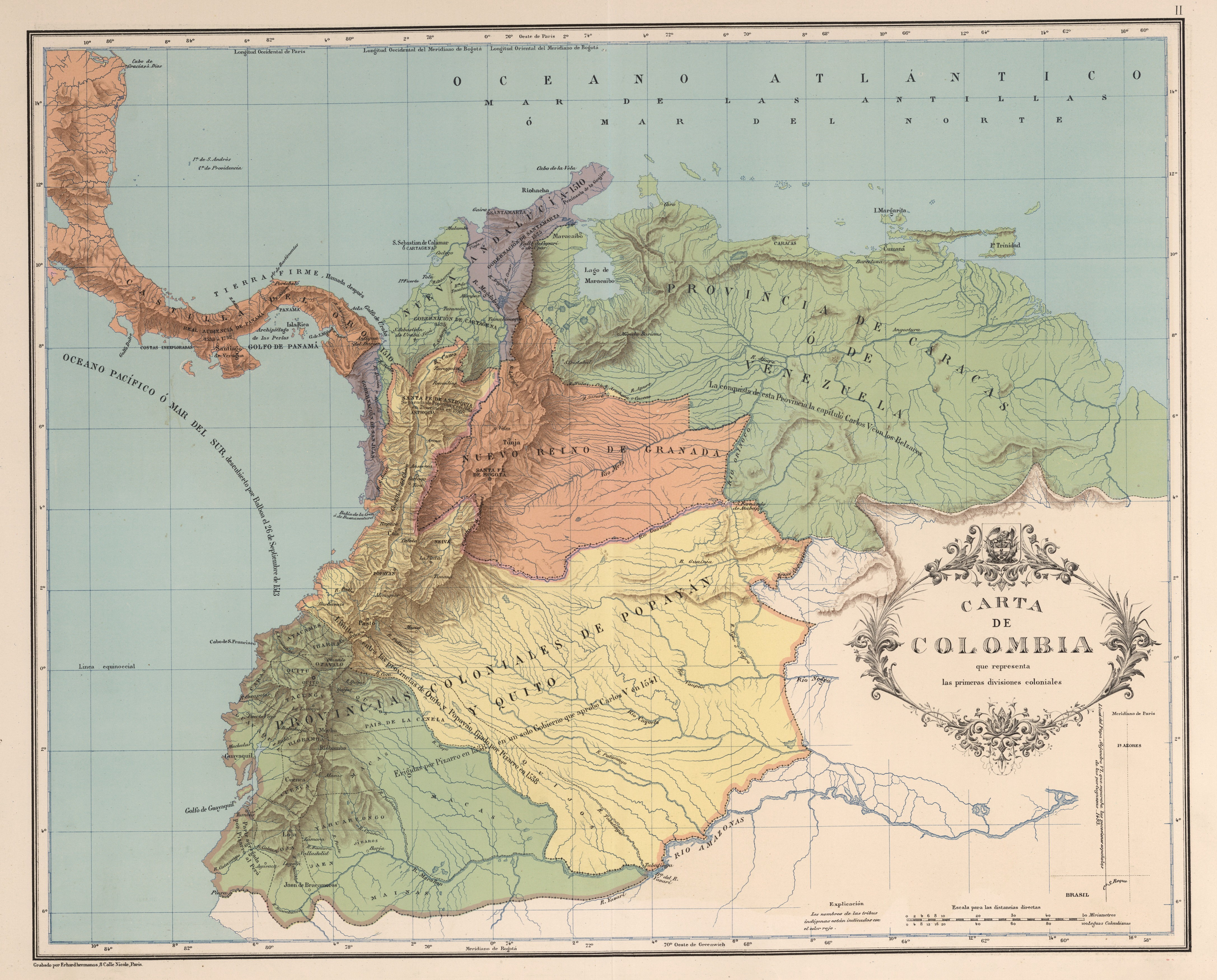
1527 à 1535
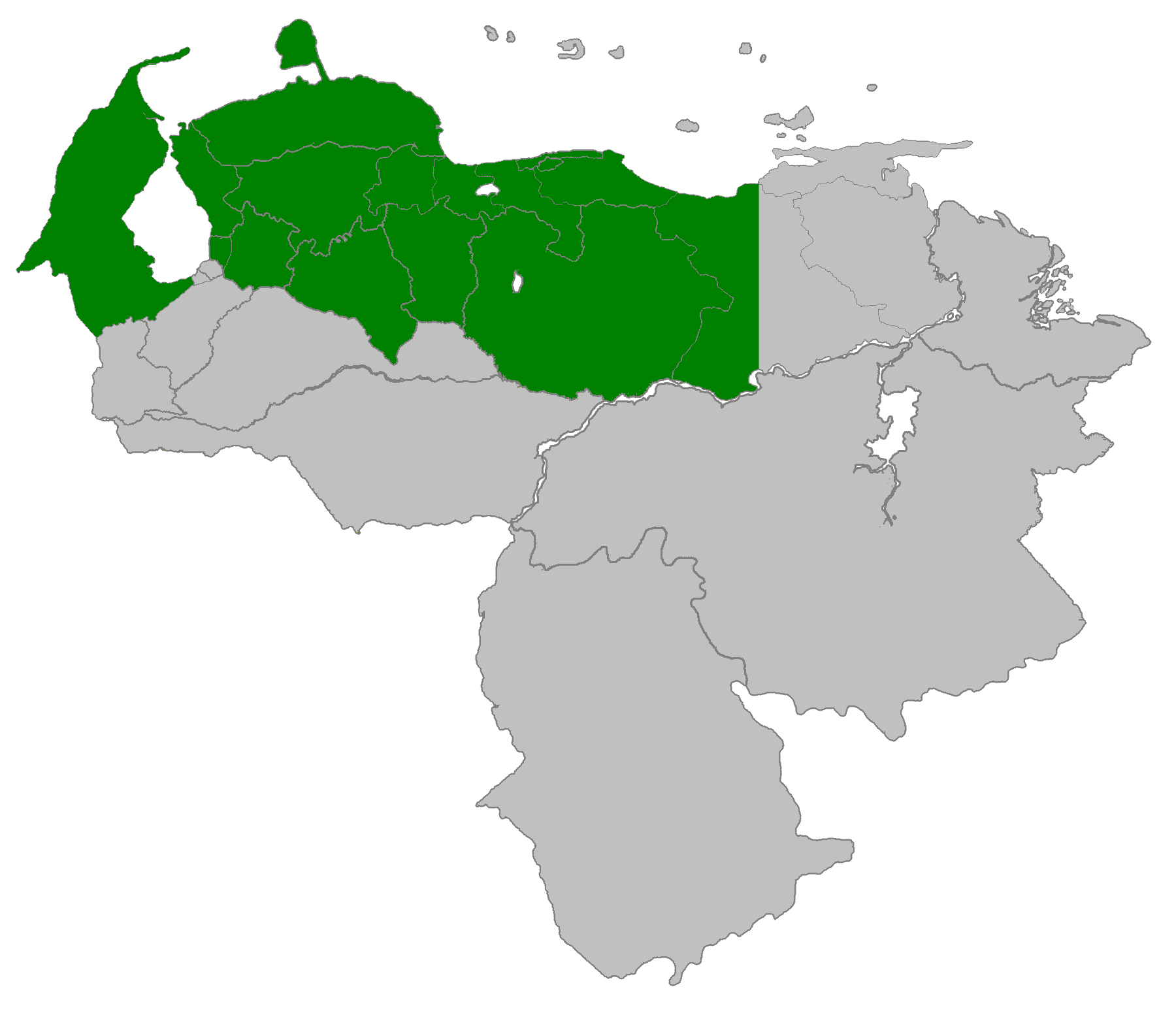
1527 à 1676
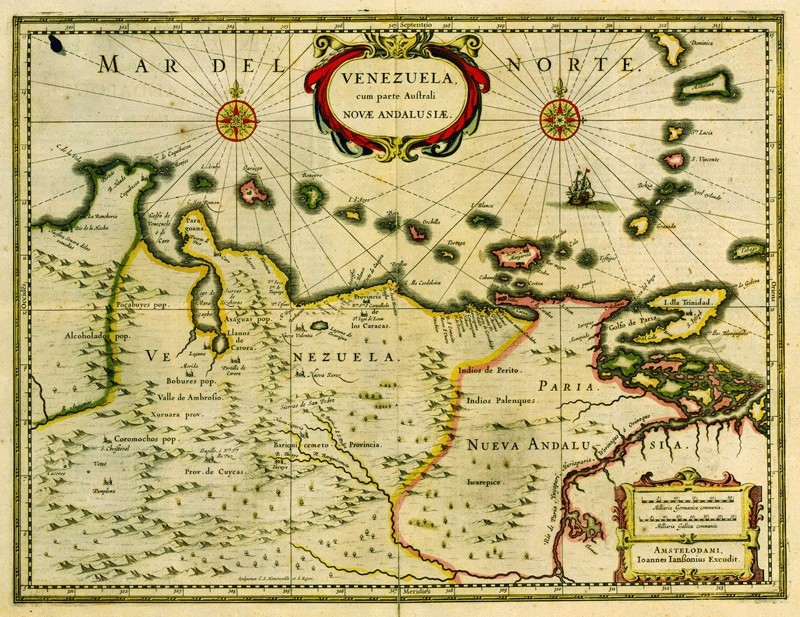
1635
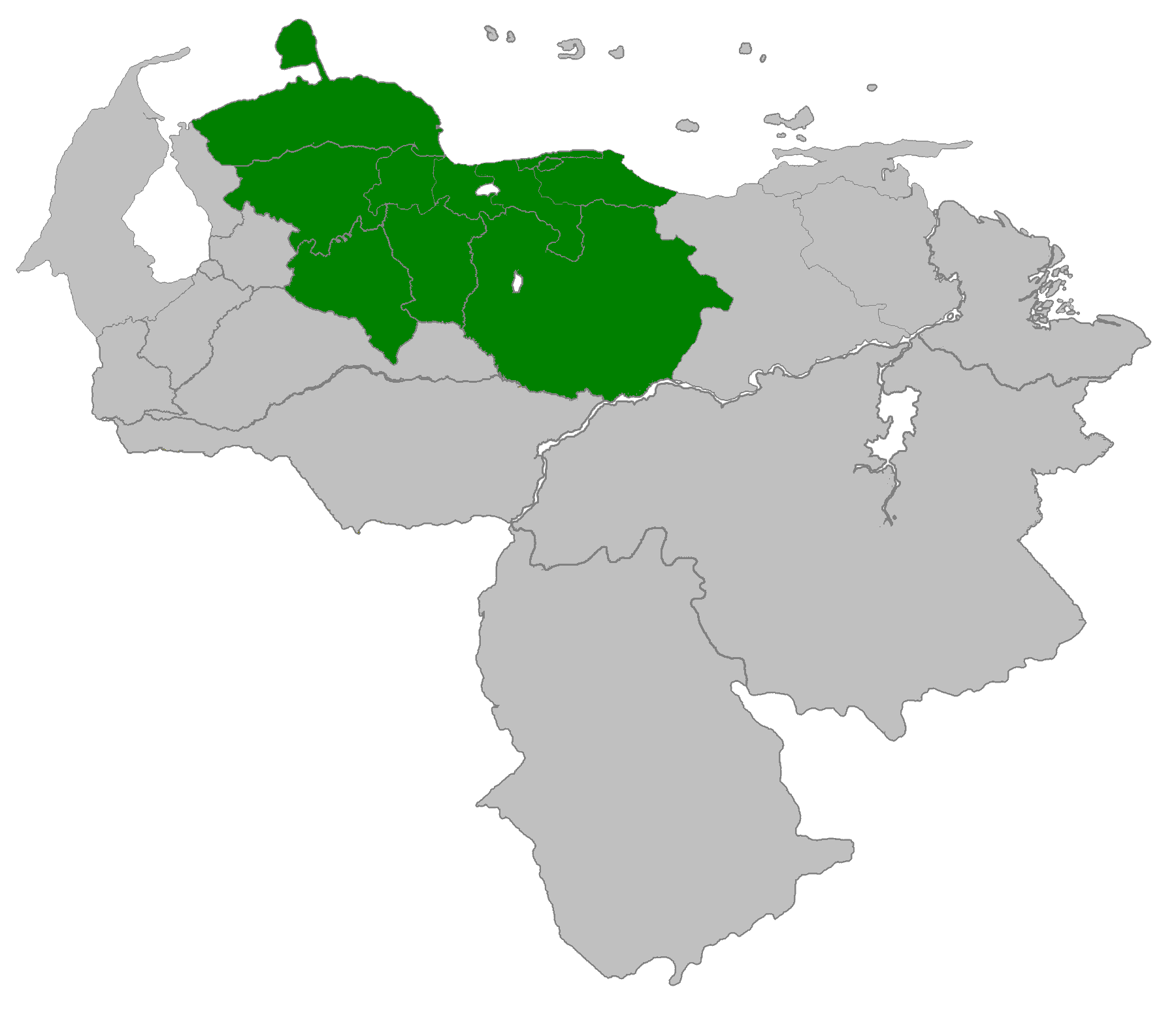
1676 à 1810
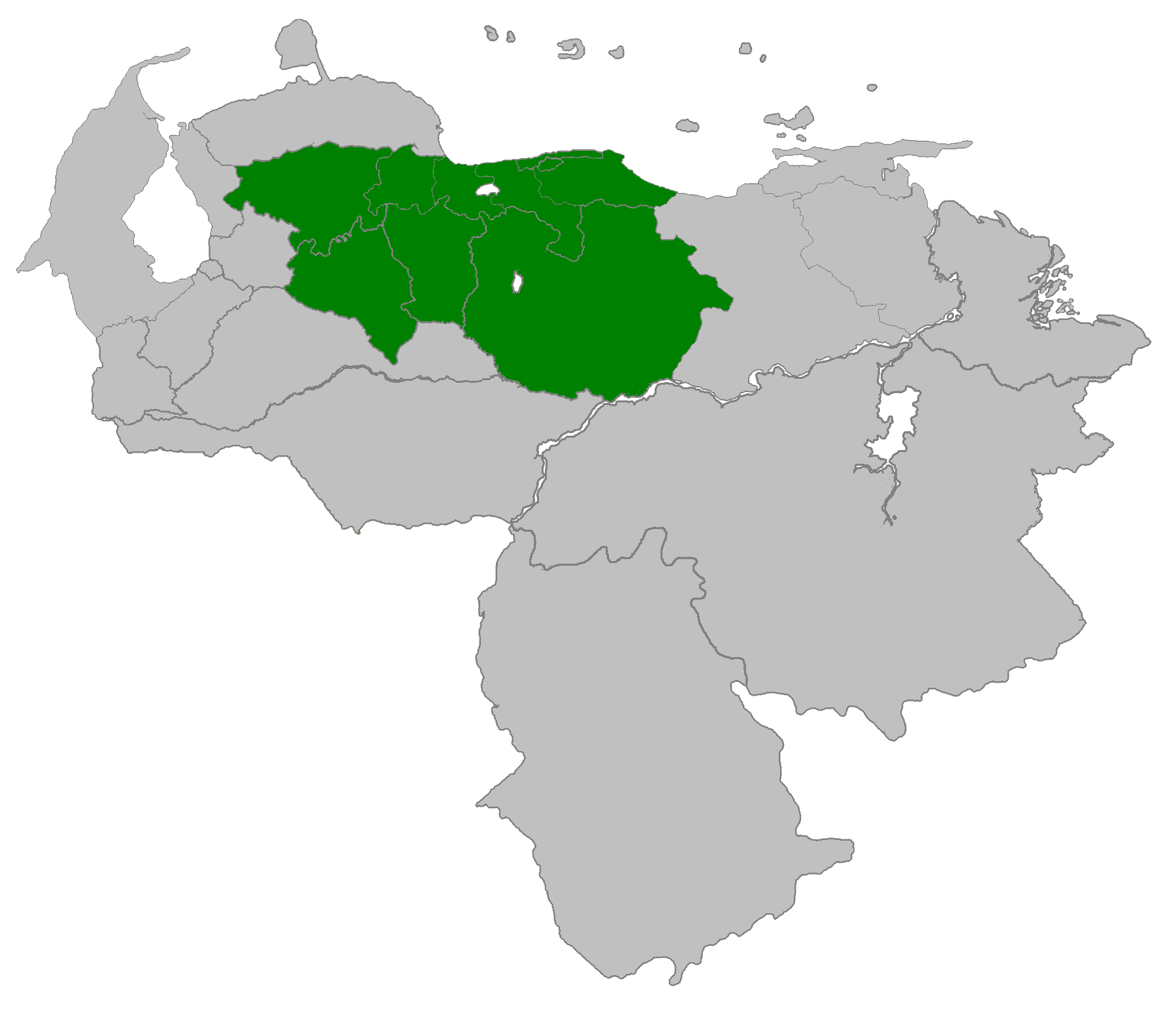
1810 à 1823